# T-Connection
T-Connection est un groupe de funk et de disco originaire de Nassau aux Bahamas et composé des frères Theophilus « T » et Kirkwood Coakley, ainsi que David Mackey et Anthony Flowers.
À l'apogée à la fin des années 1970 et au début des années 1980, le groupe est principalement connu pour les titres Do What You Wanna Do (1977), At Midnight (1979) et Everything Is Cool (1981).

## Discographie

### Albums
- Magic (1977)
- On Fire (1978)
- T-Connection (1978)
- Saturday night (1978)
- Totally Connected (1980)
- Everything Is Cool (1981)
- Pure & Natural (1982)
- The Game Of Life (1983)
- Take It To The Limit (1984)